# Samuel Okunowo
Samuel Gbenga Okunowo, né le 1er mars 1979, est un footballeur international nigérian qui joue au poste d'arrière droit.
Ancien grand espoir du football, sa carrière est marquée par de nombreuses blessures et un niveau de jeu très en retrait au regard des attentes des différents clubs qu'il a fréquenté.
En 1997, à la suite de ses performances à la Coupe Méridien, Okunowo est recruté par le FC Barcelone à 18 ans. Il évolue un an avec la réserve puis est intégré une saison plus tard au groupe professionnel entraîné par Louis van Gaal. Il débute avec les Blaugranas le 18 août 1998 en Supercoupe en tant que titulaire aux côtés de Michael Reiziger. Il fera 21 apparitions cette saison, avant d'être prêté au Benfica puis au CD Badajoz.
Vice-champion d'Afrique avec l'équipe du Nigeria en 2000, et membre de l'équipe qui participe aux jeux olympiques de Sydney, la suite de sa carrière se montre plus délicate et l'emmènera respectivement Grèce, en Roumanie, en Albanie et en Ukraine jusqu'en 2007, avec dans chaque club un temps de jeu réduit.
Sans club pendant près de deux ans, il retrouve le football au sein du VB Sports qui évolue dans le championnat des Maldives. Selon le manager du club, le niveau d'Okunowo est comparable à un joueur maldivien. Son contrat est rompu à peine trois mois après son arrivée. 
Samuel Okunowo retourne en Europe en s'engage en octobre 2009 pour le club de Waltham Forest, club amateur anglais de neuvième division.
À nouveau sans club pendant deux ans, après de multiples essais infructueux, il signe le 6 janvier 2012 dans son pays d'origine, aux Sunshine Stars FC .

## Palmarès
- Coupe Méridien 1997
- Championnat d'Espagne 1998-1999
- Championnat de Roumanie 2003-2004
- Championnat d'Albanie 2004-2005
- Supercoupe d'Albanie 2005